# 谢禄
謝禄（?—?），表字子奇，徐州东海郡临沂县人。新朝到东汉時代初期政治人物，新末農民起义軍赤眉軍的指挥者之一。

## 生平
| 姓名           | 謝禄                              |
| 時代           | 新朝 - 东汉時代                   |
| 生没年         | 〔不詳〕                          |
| 字・別号       | 子奇（字）                        |
| 本貫・出身地等 | 徐州东海郡临沂县                  |
| 職官           | 〔赤眉軍部将〕→右大司馬〔劉盆子〕 |
| 爵位・号等     | 列侯〔更始〕                      |
| 陣营・所属等   | 樊崇→劉盆子→汉光武帝              |
| 家族・一族     | 〔不詳〕                          |

新代徐州、青州大飢饉，盗賊在各地蔓延，泰山（太山）郡樊崇起兵，谢禄和琅邪郡出身的逄安，同乡徐宣、杨音一起参加。地皇三年（22年），王莽派遣更始将軍・平均公廉丹、太師王匡率领大軍討伐赤眉軍，赤眉軍将他们击破，廉丹阵亡。
更始元年（23年）十月，他和樊崇一起归降遷都洛陽的更始帝劉玄，謝禄被封为列侯。由于没有封给赤眉軍諸将領地，他们部下的兵士先后有逃走的，于是他们逃出洛陽再返回自己的軍队。赤眉軍入颍川郡，軍分为二，一軍樊崇率领，一軍徐宣率领。謝禄、楊音在徐宣指揮下，徐宣軍攻克陽翟、梁国，斬河南太守。
赤眉軍連战連勝，但士兵疲弊，士兵想要東归。樊崇判断東归大軍必然瓦解，决定進攻更始帝占据的長安。更始二年（24年）冬，樊崇軍从武关、徐宣軍从陸渾关，進入三輔。更始三年（25年）正月在弘農郡两軍合兵。
赤眉軍击败更始軍，到達弘農郡華陰。同年六月，赤眉軍擁立劉盆子为皇帝，年号建世元年。謝禄被任命为右大司馬。後赤眉軍攻下長安，灭更始政权。
更始帝被擒，樊崇想要处死他，謝禄和劉盆子兄劉恭一起進言保更始帝活命。更始帝依附謝禄而居。更始帝原来的部下张卬怕更始帝報復，張卬对謝禄说更始帝原来的部将想要奪回更始帝，危及謝禄。謝禄命部下絞殺更始帝。
長安周边被赤眉军掠奪得一片狼藉。建世二年（26年）九月，逄安率赤眉军主力部队攻打杜陵的延岑，李宝救援延岑和逄安作战。光武帝劉秀派大司徒鄧禹攻打長安。謝禄乘夜在長安城内槀街与他巷战，鄧禹敗走。逄安被李宝、延岑打败，十万余人被歼灭。赤眉军深受打击，糧食不足。同年十二月，赤眉軍諸将決断東归。
建世三年（27年），汉光武帝劉秀的大司徒鄧禹率軍攻克关中各地，赤眉軍向東逃走。在弘農郡黽池县崤底被馮異率领的漢軍击敗。赤眉軍逃到弘農郡宜陽，光武帝亲率漢朝大軍正面防御正面，樊崇、徐宣、謝禄以下赤眉軍将领三十人肉袒（上半身赤裸）投降。
其後，謝禄和妻子一起居住在洛陽。之后（准确时间不明）劉恭为更始帝报仇，殺害謝禄。